# Tectarius coronatus
Tectarius coronatus (denominada, em inglês, coronate prickly winkle, crowned prickly winkle ou beaded prickly winkle; com o termo prickly winkle traduzido, em português, para "buzina cheia de espinhos") é uma espécie de molusco gastrópode marinho litorâneo do oceano Pacífico, pertencente à família Littorinidae; considerada a espécie-tipo dentro de seu gênero e classificada por Achille Valenciennes, em 1832, no texto "coquilles univalves marines de l'Amérique équinoxiale, recueillies pendant le voyage de MM. A. de Humboldt et A. Bonpland". In: Humboldt, A. von & Bonpland, A. (Eds), Recueil d'observations de zoologie et d'anatomie comparée: faites dans l'océan atlantique, dans l'intérieur du nouveau continent et dans la mer du sud pendant les années 1799, 1800, 1801, 1802 et 1803. Vol. 2: 262-339, pl. 57. A sua denominação de espécie, coronatus, em latim, significa "adornado com grinaldas". Pode ser usada como alimento, mas é coletada principalmente por sua concha decorativa.

## Descrição da concha e hábitos
Concha de espiral cônica, com 2 a 4 centímetros de comprimento; possuindo quatro fileiras de abundantes tubérculos pontiagudos, com a região de sua protoconcha em tom cinza-violáceo e com a base branca e granulosa; com uma sutura (junção entre as voltas) quase imperceptível, em sua espiral, e lados retos e que se alargam em direção à base; apresentando faixas castanhas sobre cores em creme e cor-de-rosa a tons alaranjados ou amarelados.

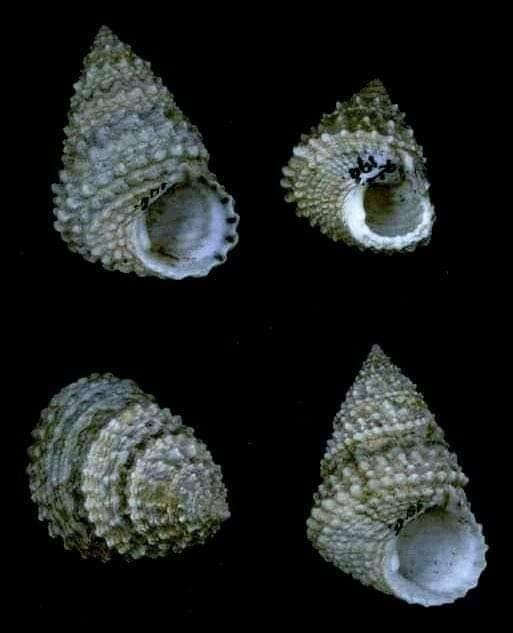
Quatro conchas de T. coronatus Valenciennes, 1832[2]; espécimes coletados nas Filipinas e pertencentes à coleção do Museu de História Natural de Leiden.
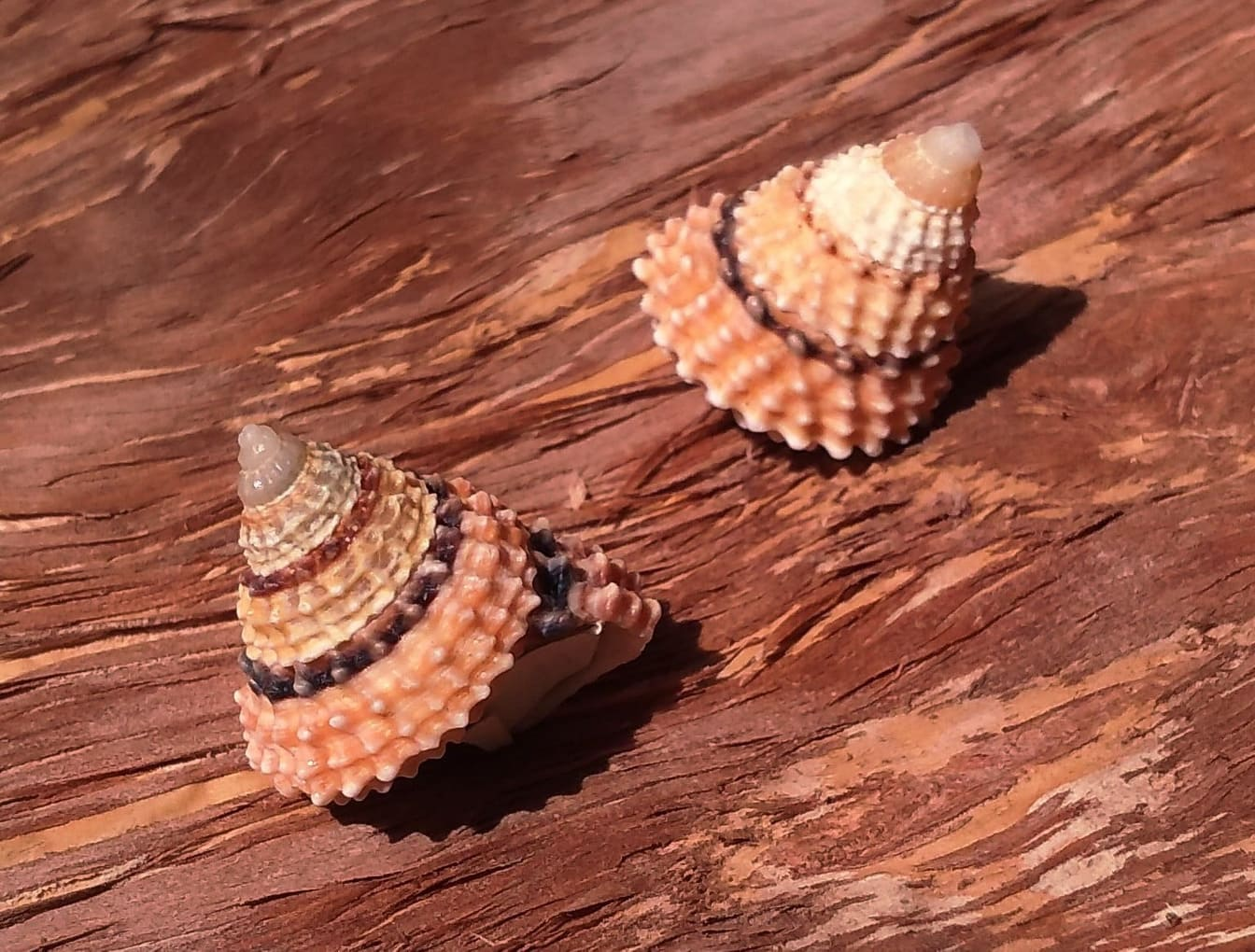
Conchas de T. coronatus Valenciennes, 1832[1], apresentando faixas castanhas sobre cores em creme e cor-de-rosa a tons alaranjados ou amarelados.

É encontrada em águas rasas, principalmente em áreas de costões rochosos entre e acima da ondas da zona entremarés, em falésias calcárias bem acima dos níveis altos da maré baixa. Os animais da família Littorinidae se alimentam de substâncias vegetais.

## Distribuição geográfica
Tectarius coronatus ocorre no Pacífico tropical, nas costas das Filipinas, ilhas Celebes, Taiwan e sul do Japão e México, no oeste da América do Sul; com sua localidade tipo, descrita, sendo Acapulco.

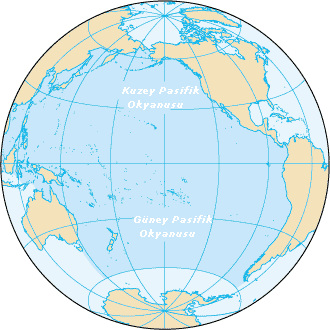
A região do Pacífico tropical é o habitat da espécie T. coronatus Valenciennes, 1832[1], entre e acima da ondas da zona entremarés.